# Piotr Petrykowski
Piotr Paweł Petrykowski (ur. 27 czerwca 1956 w Toruniu) – polski pedagog, specjalizujący się w teorii wychowania, edukacji regionalnej i pedagogice społecznej, w latach 2012-2019 dziekan Wydziału Nauk Pedagogicznych Uniwersytetu Mikołaja Kopernika.

## Życiorys
Jest synem Tadeusza Petrykowskiego. W 1975 roku ukończył V Liceum Ogólnokształcące w Toruniu i podjął studia na Uniwersytecie Mikołaja Kopernika. Studia w zakresie pedagogiki kulturalno-oświatowej ukończył w 1981 roku, pod opieką Stanisława Kawuli.
W latach 1977-1981 pracował w Toruńskim Towarzystwie Kultury, a w okresie 1981-1982 jako nauczyciel w V LO w Toruniu. W stanie wojennym (maj-lipiec 1982) był internowany i przebywał w Strzebielinku. Po zwolnieniu podjął pracę w Zarządzie Wojewódzkim Ligi Ochrony Przyrody (1982-1983).
1 października 1983 został zatrudniony na stanowisku asystenta stażysty w Instytucie Pedagogiki UMK. W 1992 roku w Wyższej Szkole Pedagogicznej w Bydgoszczy uzyskał stopień doktora nauk humanistycznych w zakresie pedagogiki. Tematem jego rozprawy było Stowarzyszenie kulturalne jako środowisko wychowawcze, a promotorem Stanisław Kawula. W 2003 roku uzyskał na UMK, na podstawie dorobku naukowego oraz rozprawy Edukacja regionalna. Problemy podstawowe i otwarte, stopień doktora habilitowanego w zakresie pedagogiki.
W latach 1998-2007 był zastępcą dyrektora Instytutu Pedagogiki, a w latach 2005-2007 kierował Zakładem Pedagogiki Społecznej UMK. W latach 2007–2012 pełnił funkcję prodziekana Wydziału Nauk Pedagogicznych UMK. W latach 2012–2019 (przez dwie kadencje) był dziekanem tego wydziału. W latach 2006–2019 był członkiem Senatu Uniwersytetu Mikołaja Kopernika. Wykładał także w Wyższej Szkole Informatyki i Ekonomii TWP w Olsztynie(2004-2013) oraz Wyższej Szkole Edukacji Zdrowotnej w Łodzi (2006-2010).
Jest promotorem 5 doktoratów z pedagogiki.
Od 2014 roku jest redaktorem naczelnym czasopisma AUNC Pedagogika (Acta Universitatis Nicolai Copernici - Pedagogika), wydawanego przez Uniwersytet Mikołaja Kopernika w Toruniu.
Naukowo zajmuje się teorią wychowania ze szczególnym uwzględnieniem społecznych i kulturowych uwarunkowań wychowania oraz kształtowaniem tożsamości kulturowej, przekazem dziedzictwa kulturowego i edukacją regionalną. Jest choreografem i nauczycielem tańca. W latach 1994–1995 pełnił funkcję zastępcy dyrektora Teatru im. W Horzycy. Pracował również w Wojewódzkim Ośrodku Animacji Kultury w Toruniu (1998-2001).
Należy do Polskiego Towarzystwa Pedagogicznego (od 1983 roku, w latach 1986-1989 był członkiem jego Zarządu Głównego) i Polskiego Towarzystwa Ludoznawczego (od 1983). Od 1976 roku jest członkiem Toruńskiego Towarzystwa Kultury, (był też jego prezesem). Był ekspertem Komisji Senatu RP oraz członkiem Komisji ds. Nagród Ministra Kultury i Sztuki. Był także ewaluatorem projektów Dyrektoriatu Culture Komisji Europejskiej oraz ekspertem krajowych i zagranicznych instytucji, m.in. rządu greckiego w ramach Greek National Roadmap fo Research Infrastructure.
Odbył szereg zagranicznych staży i pobytów studyjnych w Europie, Azji i na Bliskim Wschodzie. Był stypendystą Rządu Królestwa Danii i UJOP w St. Etienne (Francja).
Za zasługi dla rozwoju kultury regionalnej został uhonorowany srebrnym Krzyżem Zasługi, medalem Komisji Edukacji Narodowej i odznaką Zasłużony Działacz Kultury.
Za działalność opozycyjną w 2014 odznaczony Krzyżem Wolności i Solidarności.

## Wybrane publikacje
- Wybrane zagadnienia z teorii wychowania (1991, wspólnie z Józefem Górniewiczem, ISBN 83-231-0252-X)
- Stowarzyszenie kulturalne jako środowisko wychowawcze: próba diagnozy (1994)
- Wprowadzenie do podstaw teorii wychowania (1997, ISBN 83-86781-53-X)
- Regionalne towarzystwa kultury wobec nowych wyzwań (2000)
- Podstawy teorii wychowania: wprowadzenie w problematykę (2003, ISBN 83-88500-47-3)
- Edukacja regionalna: problemy podstawowe i otwarte (2003, ISBN 83-231-1570-2)
- Edukacyjne konteksty regionalizmu - stowarzyszenia społeczne (2004, ISBN 83-919247-1-8)
- Społeczno-kulturowe aspekty podstaw wychowania (2005, ISBN 83-87867-37-3)
- Teoretyczne podstawy wychowania (2008, ISBN 978-83-61095-11-8)